# Nadija Kodola
Nadija Romanivna Kodola (in ucraino Надія Романівна Кодола?; Ternopil', 29 settembre 1988) è una pallavolista ucraina.
Gioca nel ruolo di schiacciatrice nel RC Cannes.

## Carriera

### Club
La carriera di Nadija Kodola inizia nel 2002 nelle giovanili del Volejbol'nyj klub Galičanka di Ternopil': esordisce in prima squadra, in Superliha, nella stagione 2005-06; resta legata alla squadra di Ternopil' per un totale di nove annate, aggiudicandosi lo scudetto scudetto 2009-10.
Nella stagione 2011-12 passa al Chimik, nello stesso campionato, dove, in quattro stagioni di permanenza, vince altrettanti campionati e due Coppe d'Ucraina.
Nell'annata 2015-16 viene ingaggiata dall'RC Cannes nella Ligue A francese, dove resta per tre stagioni e con cui si aggiudica due Coppe di Francia; per il campionato 2018-19 si accasa al CSM Bucarest, nella Divizia A1 rumena facendo ritorno al club transalpino giò nell'annata seguente, conquistando la Supercoppa 2019, premiata anche come MVP.

### Nazionale
Dopo aver fatto parte delle nazionali giovanili ucraine, con cui si aggiudica la medaglia d'oro al campionato europeo under 18 2005 e quella di bronzo al campionato europeo under 19 2006, nel 2011 fa il suo esordio in nazionale maggiore, con cui vince la nazionale vince la medaglia d'oro all'European League 2017.

## Palmarès

### Club
- Campionato ucraino: 5

2009-10, 2011-12, 2012-13, 2013-14, 2014-15
- Coppa d'Ucraina: 2

2013-14, 2014-15
- Coppa di Francia: 2

2015-16, 2017-18
- Supercoppa francese: 1

2019

### Nazionale (competizioni minori)
- Campionato europeo under 18 2005
- Campionato europeo under 19 2006
- European League 2017

### Premi individuali
- 2016 - Ligue A: Miglior schiacciatrice
- 2019 - Supercoppa francese: MVP